# Jader Gentil
Jader Barbosa da Silva Gentil (Rondonópolis, Brasil; 24 de julio de 2003), más conocido en el ámbito deportivo como Jader, es un futbolista profesional brasileño que se desempeña como extremo y actualmente milita en el Cuiabá del Brasileirão Serie B, cedido desde el club Santa Clara.

## Trayectoria
Nacido en Rondonópolis, Jader entró a las inferiores del Athletico Paranaense en 2016. Debutó con el primer equipo, y en la Serie A, el 22 de agosto de 2021 ante Corinthians.
Para la temporada 2023, fue cedido al Atlético Nacional de la Categoría Primera A de Colombia. Se coronó campeón de la Superliga de Colombia 2023 con el club.

## Estadísticas
| Club                          | Div.          | Temporada     | Liga  | Liga  | Liga   | Estatales | Estatales | Estatales | Copas nacionales | Copas nacionales | Copas nacionales | Torneos internacionales | Torneos internacionales | Torneos internacionales | Total | Total | Total  |
| Club                          | Div.          | Temporada     | Part. | Goles | Asist. | Part.     | Goles     | Asist.    | Part.            | Goles            | Asist.           | Part.                   | Goles                   | Asist.                  | Part. | Goles | Asist. |
| ----------------------------- | ------------- | ------------- | ----- | ----- | ------ | --------- | --------- | --------- | ---------------- | ---------------- | ---------------- | ----------------------- | ----------------------- | ----------------------- | ----- | ----- | ------ |
| Athletico Paranaense · Brasil | 1.ª           | 2021          | 13    | 0     | 0      | 1         | 0         | 0         | 4                | 0                | 0                | —                       | —                       | —                       | 18    | 0     | 0      |
| Athletico Paranaense · Brasil | 1.ª           | 2022          | —     | —     | —      | 12        | 3         | 1         | —                | —                | —                | —                       | —                       | —                       | 12    | 3     | 1      |
| Atlético Nacional · Colombia  | 1.ª           | 2023          | 29    | 4     | 0      | —         | —         | —         | 4                | 0                | 1                | 4                       | 0                       | 0                       | 37    | 4     | 1      |
| Atlético Nacional · Colombia  | Total club    | Total club    | 29    | 4     | 0      | 0         | 0         | 0         | 4                | 0                | 1                | 4                       | 0                       | 0                       | 37    | 4     | 1      |
| Athletico Paranaense · Brasil | 1.ª           | 2024          | —     | —     | —      | 9         | 2         | 0         | —                | —                | —                | —                       | —                       | —                       | 12    | 3     | 0      |
| Athletico Paranaense · Brasil | Total club    | Total club    | 13    | 0     | 0      | 22        | 5         | 1         | 4                | 0                | 0                | 0                       | 0                       | 0                       | 30    | 3     | 1      |
| Universidad Católica · Chile  | 1.ª           | 2024          | 8     | 1     | 1      | —         | —         | —         | —                | —                | —                | —                       | —                       | —                       | 8     | 1     | 1      |
| Universidad Católica · Chile  | 1.ª           | 2025          | 11    | 2     | 1      | —         | —         | —         | 5                | 1                | 0                | 1                       | 0                       | 0                       | 17    | 3     | 1      |
| Universidad Católica · Chile  | Total club    | Total club    | 19    | 3     | 2      | 0         | 0         | 0         | 5                | 1                | 0                | 1                       | 0                       | 0                       | 25    | 4     | 2      |
| Total carrera                 | Total carrera | Total carrera | 61    | 7     | 2      | 22        | 5         | 1         | 13               | 1                | 0                | 5                       | 0                       | 0                       | 101   | 13    | 3      |
| 1. 2. 3. 4.                   |               |               |       |       |        |           |           |           |                  |                  |                  |                         |                         |                         |       |       |        |

## Palmarés

### Títulos nacionales
| Título                | Club              | País     | Año  |
| --------------------- | ----------------- | -------- | ---- |
| Superliga de Colombia | Atlético Nacional | Colombia | 2023 |
| Copa Colombia         | Atlético Nacional | Colombia | 2023 |